# Pulokulon (plaats)
Pulokulon is een bestuurslaag in het regentschap Grobogan van de provincie Midden-Java, Indonesië. Pulokulon telt 10.215 inwoners (volkstelling 2010).